# Lost! (Lied)
Lost! (englisch für „Verloren!“) ist ein Song der Alternative-Rock-Band Coldplay. Geschrieben wurde er von allen Mitgliedern der Band für ihr viertes Studioalbum Viva la Vida or Death and All His Friends.
Abseits von Fan-Covers sind mehrere Versionen des Liedes vorhanden. Bei jeder Version waren Coldplay ganz oder teils beteiligt.

## Hintergrund
Schon vor der Produktionszeit von Viva la Vida or Death and All His Friends experimentierte der Schlagzeug- und Perkussionsspieler der Band, Will Champion mit einigen Schlagzeugelementen. Besonderen Einfluss fand er in dem Lied Cry Me a River von Justin Timberlake, welches zu der damaligen Zeit eines seiner Lieblingslieder war, laut dem Leadsinger Chris Martin. Als andere Inspiration wurde das Lied Sing des Albums Leisure von der Band Blur genommen. Coldplay hörten das Lied während eines ihrer Konzerte in der Umkleide, was schlussendlich in Lost! einfloss. Lost! ist als drittes Lied auf dem Album Viva la Vida or Death and All His Friends vorzufinden.

## Cover
Auf dem Cover der Single und der EP ist ein in blau gehaltener Ausschnitt der brasilianischen Landkarte zu sehen, der mit dem Titel des Liedes überpinselt worden ist. Dies ist auch im Booklet von Viva la Vida or Death and All His Friends wiederzufinden.

## Musik und Text
In dem Lied ist hauptsächlich ein Kirchenorgel-Riff zu hören sowie Trommeln und rhythmisches Klatschen. Gegen Ende des Liedes ist noch ein Gitarren-Solo zu hören. Der Text beschreibt eine Konfrontation, in der der Benachteiligte seinem Kontrahenten verdeutlicht, dass noch nicht alles geklärt ist und er (noch) nicht das Recht hat, über die Lage des Benachteiligten zu urteilen. Dies wird anhand von Relationen wie: Just because I'm losing, Doesn't mean I'm lost, Doesn't mean I'll stop, Doesn't mean I will cross (Nur weil ich verliere, heißt es nicht, dass ich verloren bin, heißt es nicht, dass ich aufhören werde, heißt es nicht, dass es mir egal ist) geschildert.

## Extended Player
Abseits einer Promo-Single ist das Lied auch als ein Extended Player erschienen. Neben Lost! enthält diese EP auch noch 3 weitere Versionen des Liedes: Einmal Lost?, eine reine Klavier-Version des Liedes mit unverändertem Text, welche sich auch auf der B-Seite der Violet Hill Single befindet. Lost+, eine dem Original sehr ähnlichen Version, nur mit dem Unterschied, dass das Gitarren-Solo mit einer zusätzlichen Strophe des amerikanischen Rappers Jay-Z gesanglich untermalt ist. Diese Version ist auch auf der Prospekts March EP von Coldplay zu finden. Die letzte Version auf der EP ist eine Live-Version, die im United Center in Chicago aufgenommen wurde.

## Kommerzieller Erfolg

### Chartplatzierungen
Das Lied war kein großer kommerzieller Erfolg, in England landete der Song auf Platz 54. In den deutschsprachigen Ländern schaffte es die Single auch in die jeweiligen Charts (Deutschland: 73, Österreich: 65, Schweiz: 53).
| ChartsChartplatzierungen       | Höchstplatzierung | Wochen |
| ------------------------------ | ----------------- | ------ |
| Deutschland (GfK)              | 73 (9 Wo.)        | 9      |
| Österreich (Ö3)                | 65 (4 Wo.)        | 4      |
| Schweiz (IFPI)                 | 53 (12 Wo.)       | 12     |
| Vereinigte Staaten (Billboard) | 40 (5 Wo.)        | 5      |
| Vereinigtes Königreich (OCC)   | 54 (6 Wo.)        | 6      |

### Auszeichnungen für Musikverkäufe
| Land/Region                  | Auszeichnungen für Musikverkäufe (Land/Region, Auszeichnung, Verkäufe) | Verkäufe |
| ---------------------------- | ---------------------------------------------------------------------- | -------- |
| Vereinigtes Königreich (BPI) | Silber                                                                 | 200.000  |
| Insgesamt                    | 1× Silber ·                                                            | 200.000  |

Hauptartikel: Coldplay/Auszeichnungen für Musikverkäufe